# Bill Grah

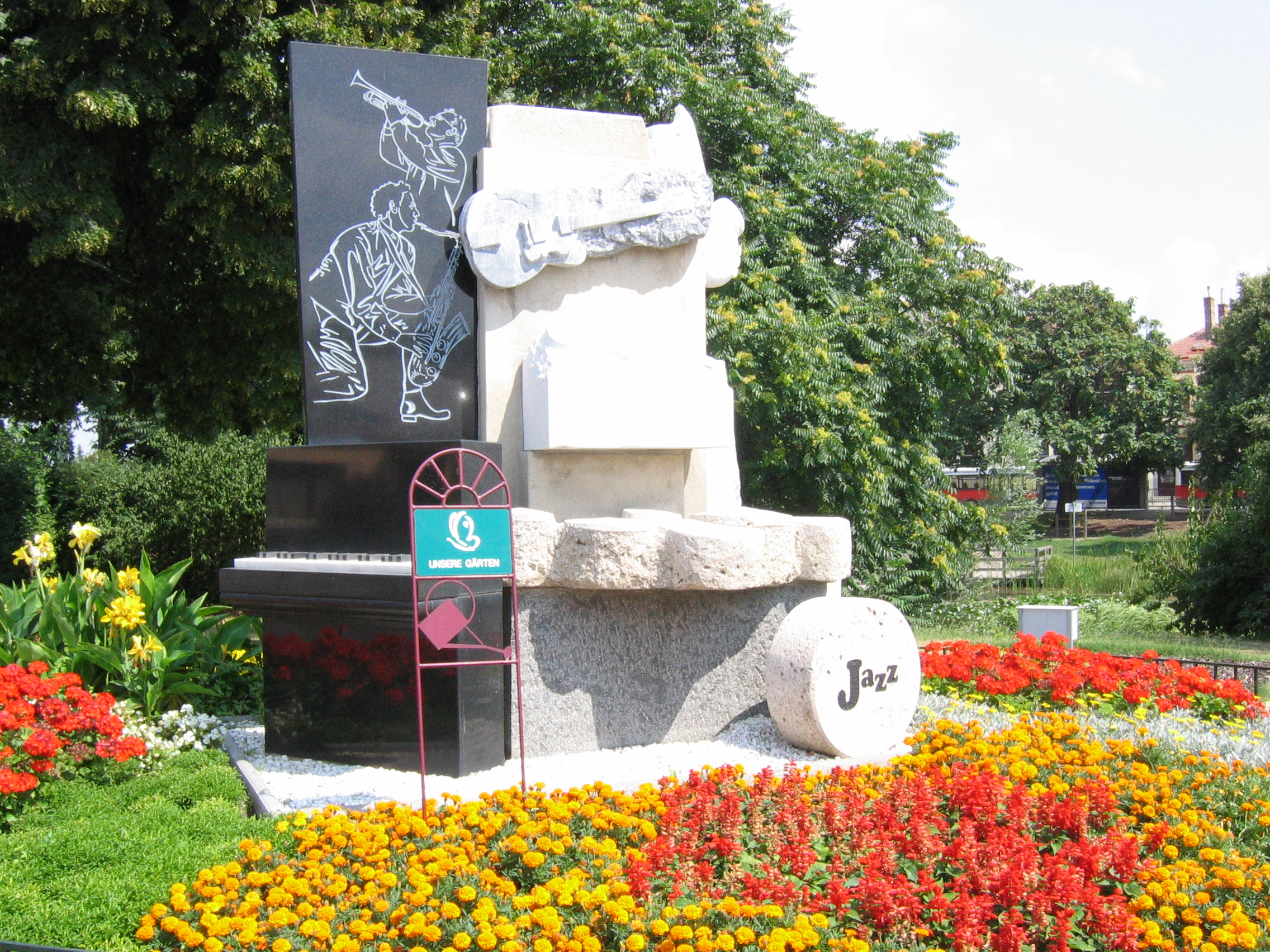
Jazz-beeld van Leopold Grausam in het Billy Grah-park in Essling

Wilhelm Josef Grah (Bergisch Gladbach, 24 juni 1928 - Wenen, 17 september 1996) was een Duitse jazz-pianist en vibrafonist.
Grah, zoon van de pianist Willi Grah, speelde vanaf 1946 met zijn broer Heinz Grah in een eigen band, en vanaf 1949 had hij een eigen kwintet. Hij woonde sinds 1954 in Wenen, waar hij werkte in het kwartet van Oscar Klein en in de band van Fatty George. Vanaf 1959 trad hij met een eigen combo op in Wiener Volksgarten (onder andere met Udo Jurgens en Toni Stricker). Verder speelde hij met Joe Zawinul, Oscar Peterson, Roy Eldridge, Teddy Wilson, Klaus Doldinger en Albert Mangelsdorff en nam hij op met Fatty George, Lionel Hampton, Bud Freeman, Wild Bill Davison en onder eigen naam. Hij was arrangeur en componist van toneel-, televisie- en filmmuziek.
In 1955 kwam hij bij een poll van Down Beat op een tweede plaats.
Naar Grah is een park in Essling vernoemd. In 2000 werd er een beeld van Leopold Grausam onthuld, dat de belangrijkste jazzinstrumenten verbeeldt.
- Gemeinsame Normdatei: 134389263
- MusicBrainz: 3a2af326-6c4a-475b-bd7a-738eed61f7fe
- Virtual International Authority File: 79602829
- WorldCat: E39PBJtX8mdPyRxVJGhJDYk7HC